# Zofia Majerczyk
Zofia Majerczyk, po mężu Rumińska (ur. 3 maja 1950 w Poroninie) – polska narciarka, medalistka Zimowej Uniwersjady (1972, 1975), medalistka mistrzostw Polski.

## Kariera sportowa
Była zawodniczką LKS Poroniec Poronin. Jej największymi sukcesami w karierze były trzy medale Zimowej Uniwersjady. W 1972 zdobyła srebrny medal w sztafecie 3 x 5 km (z Krystyną Turowską i Bogumiłą Trzebunią) oraz brązowy medal indywidualnie w biegu na 10 km, w 1975 zdobyła brązowy medal w sztafecie 3 x 5 km (z Emilią Pelczar i Barbarą Luberdą). W 1974 wystąpiła na mistrzostwach świata, zajmując 30. miejsce w biegu na 10 km i 7 m. w sztafecie 4 x 5 km.
Na mistrzostwach Polski zdobyła mistrzostwo Polski w sztafecie 3 x 5 km (1970, 1971, 1972) i sztafecie 4 x 5 km (1973, 1974, 1975) wicemistrzostwo Polski w biegu na 5 km (1973), 10 km (172, 1974), sztafecie 3 x 5 km (1969) oraz brązowy medal w biegu na 5 km (1974).
Ukończyła studia w Akademii Wychowania Fizycznego w Krakowie (1975). Jest siostrą narciarek Józefy Chromik, Władysławy Tragarz i Ludwiki Marczułajtis oraz ciotką Jagny Marczułajtis.